# Steatocranus irvinei
Espèce
Statut de conservation UICN

 NT  : Quasi menacé
Steatocranus irvinei est une espèce de poissons d'eau douce africains de la famille des Cichlidae (ordre des Cichliformes).

## Répartition
Ce poisson se rencontre au Burkina Faso et au Ghana, il est endémique du bassin de la Volta.

## Description
Steatocranus irvinei peut mesurer jusqu'à 107 mm, queue non comprise. Sa taille maximale totale enregistrée est de 134 mm.

## Systématique
Le nom valide complet (avec auteur) de ce taxon est Steatocranus irvinei (Trewavas, 1943).
L'espèce a été initialement classée dans le genre Gobiochromis sous le protonyme Gobiochromis irvinei Trewavas, 1943.
Steatocranus irvinei a pour synonymes :
- Gobiochromis irvinei Trewavas, 1943
- Leptotilapia irvinea (Trewavas, 1943)
- Leptotilapia irvinei (Trewavas, 1943)
- Paragobiocichla irvinei (Trewavas, 1943)

## Étymologie
Son épithète spécifique, irvinei, lui a été donnée en l'honneur du botaniste et enseignant britannique Frederick Robert Irvine (d) (1898-1962), auteur de The Fishes and Fisheries of the Gold Coast, qui a collecté le spécimen type.

## Publication originale
- (en) E. Trewavas, « A new cichlid fish from the Gold Coast », Annals and Magazine of Natural History, Londres, 11e série, vol. 10, no 63,‎ 25 mars 1943, p. 186-191 (ISSN 0374-5481).